# تاوی راند
تاوی راند (استونیایی: Taavi Rand؛ زادهٔ ۱۷ ژوئیهٔ ۱۹۹۲) رقصنده روی یخ اهل استونی است. وی در بازی‌های المپیک زمستانی ۲۰۱۰ شرکت کرده است.